# 瑞士環球航空
瑞士環球航空（英語：Swiss Global Air Lines），前名瑞士歐洲航空（Swiss European Air Lines），是一家總部位於瑞士巴塞爾的航空公司，它為瑞士國際航空的子公司，以蘇黎世機場作為樞紐。

## 外部連結
- 瑞士國際航空官方網站 （页面存档备份，存于）